# Pseudautomeris arminirene
Pseudautomeris arminirene är en fjärilsart som beskrevs av Embrik Strand 1920. Pseudautomeris arminirene ingår i släktet Pseudautomeris och familjen påfågelsspinnare. Inga underarter finns listade i Catalogue of Life.